# Xestia hispanica
Xestia hispanica är en fjärilsart som beskrevs av Michael Fibiger 1993. Xestia hispanica ingår i släktet Xestia och familjen nattflyn. Inga underarter finns listade i Catalogue of Life.